# Flürlesbach
Der Flürlesbach ist ein knapp 21⁄2 km langer Bach im Gebiet der Gemeinde Kupferzell im baden-württembergischen Hohenlohekreis, der nach etwa nordöstlichem Lauf östlich des Dorfes Westernach der Gemeinde von links in die obere Kupfer mündet.

## Geographie

### Verlauf
Der Flürlesbach entsteht etwa anderthalb Kilometer südwestlich von Westernach auf etwa 375 m ü. NHN neben der Gemeindestraße Löcherholz–Beltersrot am unteren Ende der ehemaligen Deponie am Stäffelesraín, die sich den mittleren Osthang des Bergsporns Friedrichsberg herabzieht. Der Bach mit anfangs nur unbeständigem Durchfluss läuft in einem mit Betonplatten ausgelegten Graben neben einem Feldweg in Richtung Ostnordosten den unteren Berghang hinab.
Nach knapp einem halben Kilometer unterquert er die K 2364 Westernach–Beltersrot. Auf den nächsten etwa 150 Metern folgt ein Feldgehölz rechtsseits des Laufs dem Bach und dem Feldweg. Sporadisch stehen danach weitere Büsche und Bäume links am Lauf, bis dieser knapp 400 Meter nach der Straße die Bahnstrecke Crailsheim–Heilbronn kreuzt. Eine Feldlänge von etwa einem Viertelkilometer weiter folgt die Gemeindestraße Westernach–Neu-Kupfer.
Der Bach wendet sich nun leicht geschlungen nach Nordnordosten. Bald danach fließt aus einer Quelle mitten in einem links liegenden Feld ein nur etwa hundert Meter langes Bächlein zu. Etwa 600 Meter vor der Mündung quert der Bach schließlich den letzten Verkehrsweg, die B 10 auf ihrem Abschnitt zwischen Untermünkheim-Übrigshausen und Westernach, wonach rechtsseits des nunmehr nordöstlichen Laufs das Feldgewann Flürle angrenzt. Schließlich fließt der Flürlesbach auf etwa 344 m ü. NHN von links in die obere Kupfer ein, etwa einen Kilometer östlich von Westernach und etwa fünfzig Meter vor der Kupferbrücke der K 2364 Westernach–Bauersbach.
Der Flürlesbach mündet nach 2,4 km langem Lauf mit mittlerem Sohlgefälle von 13 ‰ rund 31 Höhenmeter unterhalb seines Ursprungs an der Deponie. Er hat außer dem erwähnten kurzen Quellabfluss keine Zuflüsse.
Eine topographische Karte aus der ersten Hälfte des 20. Jahrhunderts zeigt einen viel stärker geschlängelten Verlauf des Baches, er entspringt dort unbeständig ein Stück weit oberhalb des heutigen Ursprungs auf dem späteren Deponiegelände; das Sträßchen Löcherholz–Beltersrot überquerte an dessen unterem Ende damals den Bachlauf auf einer Brücke, was wohl episodisch starken Durchfluss vom höheren Hang anzeigt. Der weitere Bachlauf ist auf dieser Karte von einem Wiesenflurstreifen wechselnder Breite umgeben, während die heutigen flurbereinigten großen Acker- und gelegentlich Wiesenstücke fast immer bis ans Ufer bzw. den auf ganzer Länge dicht begleitenden Wirtschaftswegzug reichen.

### Einzugsgebiet
Das Einzugsgebiet des Flürlesbachs ist 2,4 km² groß, es liegt naturräumlich stark überwiegend in der Kupferzeller Ebene und Kocheneck des Unterraums Westliche Hohenloher Ebene der Hohenloher und Haller Ebene. Die Hanganteile von der Deponiemitte aufwärts bis auf das Spornplateau des dort bis zu 515 m ü. NHN hohen Friedrichsbergs gehören dagegen zum Unterraum Waldenburger Berge der Schwäbisch-Fränkischen Waldberge. Auf diesem höchsten Gebietsanteil steht fast nur Wald und ebenfalls auf den ersten 200 Metern am linken Talhang. Das übrige Gebiet ist offen, steht weit überwiegend unterm Pflug und ist ohne jede Besiedlung. Außer einem kleinen Gebietszwickel auf dem Friedrichsberg-Plateau, das zur Kleinstadt Waldenburg gehört, liegt das gesamte Gebiet in der Teilgemarkung Westernach der Gemeinde Kupferzell.
Reihum grenzen die Einzugsgebiete der folgenden Nachbargewässer an:
- Im Westen jenseits des Friedrichsberg-Sporns liegt oberes Einzugsgebiet des Epbachs, der über die Ohrn unterhalb der Kupfer zum Kocher entwässert;
- jenseits der nordwestlichen Wasserscheide konkurriert der Ziegelbach zum Rinnenbach, dem nächsten linken Zufluss der Kupfer, der selbst auf einem kurzen Abschnitt ebenfalls direkter Konkurrent ist;
- im Südosten fließt der kurze Butzenrohrbach etwas oberhalb zur Kupfer und
- im Süden fließt der Beltersroter Bach weiter oberhalb in diese.

## Geologie
Das untere Einzugsgebiet etwas abwärts der K 2364 liegt in Schichthöhe des Lettenkeupers (Erfurt-Formation), der überwiegende Teil oberhalb in der des Gipskeupers (Grabfeld-Formation). Zuletzt streichen darüber am steilen Hang zum Friedrichsberg nacheinander der Schilfsandstein (Stuttgart-Formation) und die Unteren Bunten Mergel (Steigerwald-Formation) aus, dessen Plateauverebnung liegt zuletzt im Kieselsandstein (Hassberge-Formation). 
Der Bach läuft schon ab seinem Ursprung in einem Schwemmlandband, ein Anfangsstück davon zeigt sich schon höher am Hang oberhalb des künstlich veränderten Deponiegeländes. Im Linksbogen von ostnordöstlichem auf nordnordöstlichem Lauf liegt um den kleinen Quellabfluss eine Schichtinsel von Lösssediment aus dem Quartär.

## Natur und Schutzgebiete
Das obere Einzugsgebiet vom Friedrichsberg herab bis zur K 2364, ausgenommen das Deponiegelände, liegt im Landschaftsschutzgebiet Landschaftsteile im Raum Waldenburg. Der Naturpark Schwäbisch-Fränkischer Wald reicht umfassend noch weiter herab bis an die Bahnstrecke.

### LUBW
Amtliche Online-Gewässerkarte mit passendem Ausschnitt und den hier benutzten Layern: Lauf und Einzugsgebiet des Flürlesbachs

Allgemeiner Einstieg ohne Voreinstellungen und Layer: Daten- und Kartendienst der Landesanstalt für Umwelt Baden-Württemberg (LUBW) (Hinweise)
1. 1 2  Höhe nach dem Höhenlinienbild auf dem Hintergrundlayer Topographische Karte.
2. ↑  Länge nach dem Layer Gewässernetz (AWGN).
3. ↑  Einzugsgebiet abgemessen auf dem Hintergrundlayer Topographische Karte.
4. ↑  Länge abgemessen auf dem Hintergrundlayer Topographische Karte.
5. ↑  Schutzgebiete nach den einschlägigen Layern.

### Andere Belege
1. ↑  Bachverlauf vor der Flurbereinigung nach:
  - 6823 Pfedelbach von 1932
2. ↑  Wolf-Dieter Sick: Geographische Landesaufnahme: Die naturräumlichen Einheiten auf Blatt 162 Rothenburg o. d. Tauber. Bundesanstalt für Landeskunde, Bad Godesberg 1962. → Online-Karte (PDF; 4,7 MB)
3. ↑  Geologie nach den Layern zu Geologische Karte 1:50.000 auf: Mapserver des Landesamtes für Geologie, Rohstoffe und Bergbau (LGRB) (Hinweise)